# Katy B
Katy B, właśc. Kathleen Anne Brien (ur. 8 maja 1989 w Londynie) – brytyjska piosenkarka oraz autorka tekstów, wykonująca muzykę elektroniczną. Pierwsze solowe nagranie wydała w 2010 roku, a do jej największych dotychczas przebojów należą utwory „Katy on a Mission”, „Lights On”, „Crying for No Reason” oraz „Turn the Music Louder (Rumble)”.

## Życiorys
Urodziła się w dzielnicy Peckham w południowym Londynie. Katy B wywodzi się ze środowiska sceny dubstepowej i od lat związana jest z niezależną rozgłośnią radiową Rinse FM (początkowo piracką). W 2007 roku udzieliła wokalu do singla „Heartache” pod pseudonimem Baby Katy. Uczęszczała do prestiżowej szkoły muzycznej BRIT School.
W 2010 roku wydała dwa single: „Katy on a Mission” oraz „Lights On” (ten drugi z gościnnym udziałem raperki Ms. Dynamite). Oba nagrania spotkały się z bardzo pozytywnym odbiorem i dotarły do pierwszej piątki listy sprzedaży w Wielkiej Brytanii. Katy B udzieliła też wokalu w utworach innych muzyków, m.in. w przebojowym singlu „Perfect Stranger” grupy Magnetic Man.
Debiutancki album On a Mission ukazał się w kwietniu 2011 i zawierał kolejny spory hit „Broken Record”. Płyta dotarła do 2. miejsca w Wielkiej Brytanii i zebrała przychylne recenzje, a także nominację do Mercury Prize. Katy wyruszyła w trasę koncertową supportując rapera Tinie Tempah, a następnie występując solo. W 2012 roku wydała singel „Anywhere in the World” z Markiem Ronsonem, który został wykorzystany do reklamowania Coca-Coli przy XXX Letnich Igrzyskach Olimpijskich.
W roku 2013 zaprezentowała nowe nagrania „What Love Is Made Of” i „5 AM”, które spotkały się ze średnim sukcesem. 7 lutego 2014 roku ukazał się drugi album Katy B zatytułowany Little Red, poprzedzony dużym przebojem „Crying for No Reason”, który uplasował się w pierwszej piątce najpopularniejszych singli. Album otrzymał pozytywne recenzje i zadebiutował na pierwszym miejscu UK Albums Chart, stając się tym samym pierwszym albumem Katy B, który dotarł na szczyt tego notowania.
Jesienią 2015 roku singel „Turn the Music Louder (Rumble)”, nagrany wspólnie z Tinie Tempah i brytyjskim DJ-em KDA, dotarł do 1. miejsca na liście UK Singles Chart. Następny singel, „Who Am I”, w którym gościnnie pojawili się Craig David i Major Lazer, wydany został na początku następnego roku, a trzeci album piosenkarki, zatytułowany Honey, w kwietniu 2016. Krążek zadebiutował na 22. miejscu listy sprzedaży w Wielkiej Brytanii, okazując się najmniej popularnym krążkiem Katy B do tej pory, choć zebrał przychylne opinie.
Po kilkuletniej przerwie Katy B powróciła z EP-ką Peace and Offerings w listopadzie 2021, która była zwrotem ku brzmieniom R&B i neo soul. Wydawnictwo nie weszło na listy przebojów, jednak otrzymało pozytywne recenzje.

## Dyskografia
| - On a Mission (2011) - Little Red (2014) - Honey (2016) - iTunes Festival: London 2011 (2011) - Danger (2012) - iTunes Festival: London 2013 (2013) - Peace and Offerings (2021) | - „Katy on a Mission” (2010) - „Perfect Stranger” (oraz Magnetic Man, 2010) - „Lights On” (oraz Ms. Dynamite, 2010) - „Broken Record” (2011) - „Easy Please Me” (2011) - „Witches’ Brew” (2011) - „Anywhere in the World” (oraz Mark Ronson, 2012) - „What Love Is Made Of” (2013) - „5 AM” (2013) - „Crying for No Reason” (2014) - „Still” (2014) - „Turn the Music Louder (Rumble)” (oraz KDA i Tinie Tempah, 2015) - „Who Am I” (oraz Craig David i Major Lazer, 2016) - „I Wanna Be” (oraz Chris Lorenzo, 2016) - „Under My Skin” (2021) - „Open Wound” (oraz Jaz Karis, 2021) - „Lay Low” (2021) |